# 索纳蒂基里
索纳蒂基里（Sonatikiri），是印度西孟加拉邦North Twentyfour Parganas县的一个城镇。总人口6628（2001年）。

## 人口
该地2001年总人口6628人，其中男性3410人，女性3218人；0—6岁人口643人，其中男338人，女305人；识字率74.58%，其中男性为78.97%，女性为69.92%。